# Carrossier

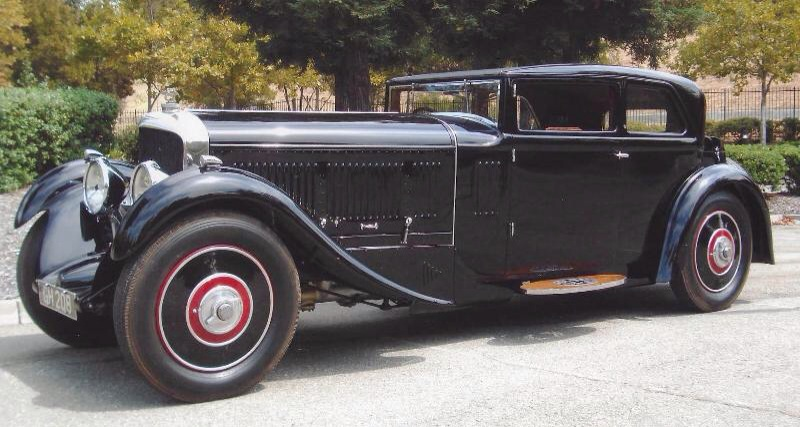
Une Bentley Speed Six de 1930, par le carrossier Corsica.

Un carrossier est un artisan ou une entreprise de design ou d'assemblage de carrosseries au service de différents constructeurs automobiles.

## Historique

### Origine hippomobile
Les premiers constructeurs automobiles eurent naturellement recours à la carrosserie traditionnelle hippomobile pour habiller leurs engins. Certains d'entre eux avaient été précédemment carrossiers (Delaugère, Panhard) et n'eurent pas à se poser la question. Ceux qui misèrent sur la voiture populaire se créèrent un département de carrosserie « d'usine » pour ne pas dépendre d'ateliers extérieurs coûteux (Peugeot, de Dion-Bouton, Renault, le Zèbre, Clément-Bayard, et plus tard Citroën…). Mais la plupart des constructeurs — alors essentiellement artisanaux — étant avant tout mécaniciens, firent appel aux services de carrossiers de profession (Belvalette, Binder, Kellner, Mühlbacher…) qui s'adaptèrent aux nouvelles contraintes de l'automobile, tout en conservant jusqu'au début du XXe siècle une production mixte hippomobile et automobile. Après quoi le marché de la voiture à cheval s'étant tari, ils se concentrèrent sur la seconde.  
Quand un constructeur ne livrait pas la voiture toute carrossée, il fournissait seulement le châssis nu, avec moteur et mécanique. Au client ensuite de choisir la carrosserie en fonction de ses moyens, de l'usage qu'il comptait faire de son véhicule, et parfois de la toilette de Madame pour l'habillage intérieur. On pouvait même choisir différentes carrosseries démontables pour habiller un même châssis selon la saison et le nombre de passagers. Le surcoût pouvait être très important et cette méthode traditionnelle se maintient pour les modèles luxueux.  
Mais en dehors de ses carrosseries d'usine, un gros constructeur commandait à l'occasion au bureau d'étude d'un carrossier indépendant — et à ses stylistes — la conception de tel type de voiture pour une petite série destinée à une clientèle exigeante. Certains carrossiers avaient un style particulier et une clientèle fidèle. De plus grandes séries étaient confiées à des carrossiers industriels comme Chausson ou Autobineau pour soulager le constructeur de cette activité en cas de surcroît de commandes à honorer, ou parce que le constructeur ne possédait pas la technologie ou les brevets voulus.

## Stylistes et carrossiers
De nombreux stylistes (ou designers) de carrosserie ont créé leur propre société au service de différents constructeurs automobiles. Parmi les plus célèbres, on peut citer,:
les stylistes italiens
- Serafino Allemano
- Nuccio Bertone
- Flaminio Bertoni
- Felice Mario Boano
- Carlo Castagna
- Emilio Castagna
- Giuseppe Figoni
- Bernardo Fissore
- Pietro Frua
- Giacinto Ghia
- Giorgetto Giugiaro
- Giovanni Michelotti
- Fontana Pietro
- Gian-Battista Pinin Farina
- Sergio Pinifarina
- Franco Sbarro
- Sergio Scaglietti
- Alfredo Vignale
- Vittorio Viotti
- Ugo Zagato

les entreprises de carrosserie italiennes
- Allemano
- Bertone
- Castagna Milano
- Fissore
- Frua
- Ghia
- Italdesign (Giugiaro)
- Pininfarina
- Scaglietti
- Touring
- Vignale
- Zagato

les stylistes français
- Jean Andreau
- Jean Antem
- Paul Audineau
- Henri Binder
- Louis Bionier
- Jean Bugatti
- Guillaume Busson
- Henri Chapron
- Philippe Charbonneaux
- Jean Daninos
- Emile Darl'mat
- Joseph Figoni (italo-français)
- Marius Franay
- Gaston Grümmer
- Géo Ham
- Georges Kellner
- Clément Kelsch
- Jean Henri-Labourdette
- Jean-Marie Letourneur
- Raymond Loewy
- Jean-Arthur Marchand
- Georges Paulin
- Marcel Pourtout
- Maurice Proux
- Jacques Saoutchik
- Gabriel Voisin
- Charles Weymann

les carrossiers français
- Achard, Fontanel & Cie (Lyon)
- Alin & Lieutard (Courbevoie)
- Amiot (Dinard, Dinan)
- Ansart & Teisseire (Neuilly)
- Antem (Levallois)
- Aubertin (Levallois-Perret)
- Autobineau (Neuilly)
- Belvalette (Neuilly)
- Berluteau (Melun)
- Besset (Annonay)
- Billeter & Cartier (Lyon)
- Binder, Brandone (Cannes)
- Carrier (Argenteuil puis Alençon)
- Chapron (Levallois-Perret)
- Chausson (Asnières, Gennevilliers)
- Clabot (Alfortville)
- Crouzier frères (Moulins)
- Currus (Paris, puis à partir de 1964 Massy)
- Delaugère (Orléans)
- Dumas (Bordeaux)
- Dubos (Puteaux)
- Facel-Métallon (Dreux)
- Faget & Varnet (Levallois)
- Faurax & Chaussende, Felber frères (Puteaux)
- Figoni & Falaschi (Boulogne-sur-Seine)
- Franay (Levallois-Perret)
- Gallé (Boulogne s/Seine)
- Gangloff (Colmar)
- Henri Gauthier (Lyon)
- Gruau (Laval)
- Grümmer (Clichy)
- Guilloré (Courbevoie)
- Heuliez (Cerizay)
- Hibbard & Darrin puis Fernandez & Darrin (Paris)
- Kellner (Paris)
- Kelsch (Levallois)
- Labbé (Lamballe)
- Labourdette (Paris)
- Lagache & Glaszmann (Montrouge)
- Le Bastard (Rouen)
- Letourneur & Marchand (Neuilly)
- Manessius (Levallois)
- Maron-Pot (Levallois-Perret)
- Meulemeester (Clichy)
- Million-Guiet (Levallois)
- Mouche & Cie (Lyon)
- Montel & fils (Marseille)
- Mühlbacher & fils (Puteaux)
- Pelpel, Pichon-Parat, Pourtout (Rueil-Malmaison)
- Pralavorio (Lyon)
- Proux (Courbevoie)
- Rambert & fils (Clermont-Ferrand, Courbevoie)
- Repusseau & Cie (Levallois-Perret)
- Georges Rigier (Neuilly)
- Rothschild puis Rheims & Aucher (Levallois-Perret)
- Saoutchik (Neuilly)
- Vedrine & Cie (Courbevoie)
- de Villars (Courbevoie)
- Vanvooren (Courbevoie)
- Vinet (Neuilly)
- Weymann